# Manon, danseuse
Pour les articles homonymes, voir Manon.
Manon, danseuse est une œuvre de jeunesse posthume de l'écrivain Antoine de Saint-Exupéry.
Longtemps tenu pour perdu, Manon, danseuse est publié le 29 novembre 2007 par les éditions Gallimard, avec d'autres textes inédits, sous la forme d'un coffret (il comprend : « Manon, danseuse », suivi de « L'Aviateur  » (1925), « Je suis allé voir mon avion ce soir », suivi de « Le Pilote » (1935), Lettres à Natalie Paley (1942-1943), Autour de Vol de nuit et de Courrier sud (1928-1932)). Il s'agit d'un court roman (38 pages), achevé en 1925, dont l'auteur était suffisamment satisfait pour souhaiter le faire paraître. Manon, danseuse ne paraît ni dans la NRF ni chez Gallimard.
C'est un texte poétique, au rythme syncopé et à l'écriture sèche, où se mêlent éléments de récit, passages introspectifs plus ou moins autobiographiques et dialogues assez vifs. Outre que l'écrivain s'y fait la main, le personnage de l'homme est intéressant, révélateur de ses rapports à venir avec les femmes : difficiles, un mélange de machisme, de tendresse, et de sentiments protecteurs. Il a porté chance au futur écrivain, en attirant sur lui l'attention de professionnels de l'édition, en particulier André Gide et surtout Jean Prévost qui a envisagé, en 1926, de publier le texte dans la revue Europe.
Manon, danseuse peut se lire comme un témoignage de la jeunesse bohème de Saint-Exupéry à Paris dans les années 1920, quand il fréquentait Louise de Vilmorin, son entourage et d'autres milieux plus interlopes.